# Ташкичинское сельское поселение
Ташкичинское се́льское поселе́ние — муниципальное образование в Арском районе Татарстана Российской Федерации.
Административный центр — село Ашитбаш.

## История
Статус и границы сельского поселения установлены Законом Республики Татарстан от 31 января 2005 года № 7-ЗРТ «Об установлении границ территорий и статусе муниципального образования „Арский муниципальный район“ и муниципальных образований в его составе».
Законом Республики Татарстан от 16 мая 2010 года № 18-ЗРТ, входившие в состав Шушмабашского сельского поселения деревени Ак-Чишма и Наратлык, и село Хотня с прилегающей к ним территорией были отнесены в состав Ташкичинского сельского поселения.

## Население
| 2010  | 2011  | 2012  | 2013  | 2014  | 2015  | 2016  |
| ----- | ----- | ----- | ----- | ----- | ----- | ----- |
| 1870  | ↘1868 | ↗2719 | ↘2673 | ↘2654 | ↘2614 | ↘2583 |
| 2017  | 2018  |       |       |       |       |       |
| ↘2550 | ↘2499 |       |       |       |       |       |

## Состав сельского поселения
| №  | Населённый пункт | Тип населённого пункта       | Население |
| -- | ---------------- | ---------------------------- | --------- |
| 1  | Ак-Чишма         | деревня                      |           |
| 2  | Ашитбаш          | село, административный центр |           |
| 3  | Кысна            | деревня                      |           |
| 4  | Мамся            | село                         |           |
| 5  | Наратлык         | деревня                      |           |
| 6  | Пичментау        | деревня                      |           |
| 7  | Старый Ашит      | село                         |           |
| 8  | Старый Кинер     | деревня                      |           |
| 9  | Ташкичу          | село                         |           |
| 10 | Хотня            | село                         |           |